# Cyprinella callitaenia
Cyprinella callitaenia är en fiskart som först beskrevs av Bailey och Gibbs, 1956.  Cyprinella callitaenia ingår i släktet Cyprinella och familjen karpfiskar. IUCN kategoriserar arten globalt som nära hotad. Inga underarter finns listade i Catalogue of Life.